# Anning, Lanzhou
Anning är ett stadsdistrikt i provinshuvudstaden Lanzhou i provinsen Gansu i nordvästra Kina.
Anning är indelat i åtta stadsdelsdistrikt (jiedao).
- Anning Xilu (安宁西路街道)
- Anningbao (安宁堡街道)
- Kongjiaya (孔家崖街道)
- Liujiabao (刘家堡街道)
- Peili (培黎街道)
- Shajingyi (沙井驿街道)
- Shilidian (十里店街道)
- Yintanlu (银滩路街道)